# Diego Martelli

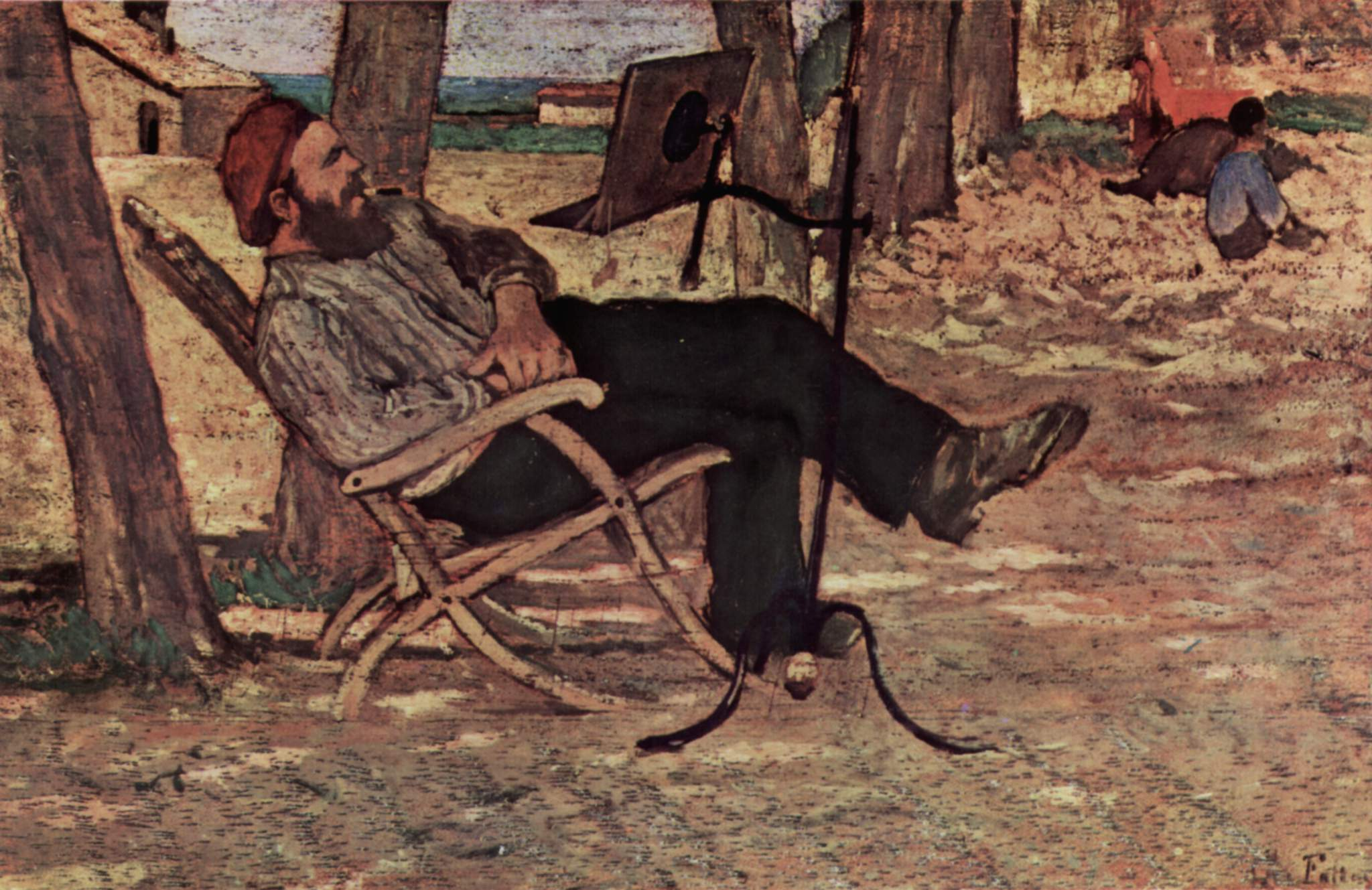
Diego Martelli a Castiglioncello, Giovanni Fattori.

Diego Martelli, crítico de arte italiano, nace en Florencia el 29 de octubre de 1839 y fallece en Castiglioncello el 20 de noviembre de 1896. Fue uno de los primeros en apoyar el Impresionismo francés en Italia, fue también el apoyo y el nexo de unión entre los Macchiaioli, hospedándolos en su finca de Castiglioncello.

## Biografía
En el 1861 heredó un ampio territorio en los alrededores de Castiglioncello sobre una colina con vista a una escollera, y aquí decidió radicarse con su amigo Giuseppe Abbati. 
Comenzó a invitar diversos amigos, frecuentadores del Caffè Michelangiolo, de Florencia, donde acostumbraban reunirse los Macchiaioli, Comenzó de esta forma a convertirse en la referencia cultural del movimiento, a través de su sostén económico y de sus consejos teóricos, tanto es así que en torno a su accionar se formó la llamada Escuela de Castiglioncello. En aquella época Castiglioncello era un minúsculo poblado de pescadores y campesinos, como lo atestiguan los numerosos cuadros creados por los integrantes del movimiento.
Con Adriano Cecioni y Telemaco Signorini fundó en el 1867 el "Gazetín de las artes del dibujo" y en el 1873 el "Diario artístico", periódicos de difusión artística de ideas.